# Томаш Суровий
Томаш Суровий (словац. Tomáš Surový; 24 вересня 1981, м. Банська Бистриця, ЧССР) — словацький хокеїст, лівий/правий нападник. Виступає за «Лев» (Прага) у Континентальній хокейній лізі. 
Вихованець хокейної школи ХК «Банська Бистриця». Виступав за ХК «Банська Бистриця», ХК «Попрад», «Вілкс-Барре/Скрентон Пінгвінс» (АХЛ),  «Піттсбург Пінгвінс», ХК «Лулео», ХК «Лінчепінг», ХК «Шеллефтео», «Динамо» (Рига), ЦСКА (Москва).
В чемпіонатах НХЛ — 126 матчів (27+32). У чемпіонаті Словаччини — 61 матч (23+30), у плей-оф — 6 матчів (2+1). В чемпіонатах Швеції — 178 матчів (53+64), у плей-оф — 33 матчі (4+6).
У складі національної збірної Словаччини провів 51 матч (8 голів); учасник зимових Олімпійських ігор 2006 (6 матчів, 0+1), учасник чемпіонатів світу 2006, 2007, 2009, 2011 і 2012 (35 матчів, 4+8). У складі молодіжної збірної Словаччини учасник чемпіонатів світу 2000 і 2001. У складі юніорської збірної Словаччини учасник чемпіонату світу 1999.
Досягнення
- Срібний призер чемпіонату світу (2012)
- Срібний призер чемпіонату Швеції (2008).